# Park In-gyu
Park In-gyu (박인규?; 26 maggio 1956) è un ex cestista sudcoreano.

## Carriera
Con la Corea del Sud ha disputato i Campionati mondiali del 1986.